# Эбев-Бунанья
Эбев-Бунанья — потухший вулкан на полуострове Камчатка, Россия.
Расположен в Быстринском районе Камчатского края.
Относится к группе Уксичанского вулканического района Срединного пояса. Вулкан находится в центральной части Срединного хребта, в верховьев реки Улавковчан.
Форма вулкана представляет собой пологий щит. На вершине располагается кратер, открытый в северном направлении, размером 40 × 70 м. В географическом плане вулканическое сооружение занимает площадь, близкую к окружности с диаметром 5 км, площадью в 20 км². Объём изверженного материала ~2,5 км³. Абсолютная высота — 1530 м, относительная же высота составляют около 450 м.
Деятельность вулкана относится к голоценовому периоду.